# Machaomyia caudata
Machaomyia caudata är en tvåvingeart som beskrevs av Friedrich Georg Hendel 1914. Machaomyia caudata ingår i släktet Machaomyia och familjen borrflugor.
Artens utbredningsområde är Taiwan. Inga underarter finns listade i Catalogue of Life.